# Dumaran
Dumaran é um município de  terceira classe de renda municipal (d) na província de Palauã, nas Filipinas. De acordo com o censo de 1 de maio  de  2020 possui uma população de 23 528 pessoas e 5 714 domicílios.

## Bairros
Dumaran está subdividida politicamente em 16 bairros:
- Bacao
- Bohol
- Calasag
- Capayas
- Catep
- Culasian
- Danleg
- Dumaran (Pob.)
- Itangil
- Ilian
- Magsaysay
- San Juan
- Santa Teresita
- Santo Tomas
- Tanatanaon
- Santa Maria